# Wahlkreis Rozzano (Camera dei deputati)
Der Wahlkreis Rozzano war von 1993 bis 2005 und ist seit 2017 wieder ein Wahlkreis (italienisch collegio elettorale) für die Wahl der Abgeordnetenkammer.

## Von 1993 bis 2005

### Wahlkreisgebiet
Der Wahlkreis umfasste 14 Gemeinden (Basiglio, Binasco, Bubbiano, Calvignasco, Carpiano, Casarile, Lacchiarella, Locate di Triulzi, Noviglio, Opera, Pieve Emanuele, Rozzano, Vernate und Zibido San Giacomo).

### Wahlergebnisse

#### Parlamentswahl 1994

##### Direktstimmen
| Kandidaten               | Kandidaten             | Parteien                                 | Stimmen | %    |
| ------------------------ | ---------------------- | ---------------------------------------- | ------- | ---- |
|                          | Valentina Apreagewählt | Polo delle Libertà (FI – LN – CCD – UdC) | 42.705  | 52,7 |
|                          | Antonio Pizzinato      | Progressisti                             | 26.058  | 32,2 |
|                          | Giovanni Angelucci     | Alleanza Nazionale                       | 6.355   | 7,8  |
|                          | Giovanni Dettoni       | Patto per l’Italia                       | 5.913   | 7,3  |
| Gesamt                   | Gesamt                 | Gesamt                                   | 81.031  | 100  |
|                          |                        |                                          |         |      |
| Ungültige Stimmen        | Ungültige Stimmen      | Ungültige Stimmen                        | 3.882   | 4,6  |
| Wähler                   | Wähler                 | Wähler                                   | 84.913  | 93,2 |
| Wahlberechtigte          | Wahlberechtigte        | Wahlberechtigte                          | 91.144  |      |
|                          |                        |                                          |         |      |
| Quelle: Innenministerium |                        |                                          |         |      |

##### Listenstimmen
| Parteien                             | Parteien                | Parteien                           | Stimmen | %    |
| ------------------------------------ | ----------------------- | ---------------------------------- | ------- | ---- |
|                                      | Polo delle Libertà      | Forza Italia                       | 26.790  | 32,7 |
| Lega Nord                            | Polo delle Libertà      | 10.057                             | 12,3    |      |
| ↳ Gesamt                             | Polo delle Libertà      | 36.847                             | 45,0    |      |
|                                      | Progressisti            | Partito Democratico della Sinistra | 15.481  | 18,9 |
| Partito della Rifondazione Comunista | Progressisti            | 5.534                              | 6,8     |      |
| Federazione dei Verdi                | Progressisti            | 2.517                              | 3,1     |      |
| Partito Socialista Italiano          | Progressisti            | 1.187                              | 1,5     |      |
| Alleanza Democratica                 | Progressisti            | 1.131                              | 1,4     |      |
| La Rete                              | Progressisti            | 1.010                              | 1,2     |      |
| ↳ Gesamt                             | Progressisti            | 26.860                             | 32,8    |      |
|                                      | Patto per l’Italia      | Partito Popolare Italiano          | 4.213   | 5,1  |
| Patto Segni                          | Patto per l’Italia      | 2.361                              | 2,9     |      |
| ↳ Gesamt                             | Patto per l’Italia      | 6.574                              | 8,0     |      |
|                                      | Alleanza Nazionale      | Alleanza Nazionale                 | 5.907   | 7,2  |
|                                      | Lista Marco Pannella    | Lista Marco Pannella               | 4.516   | 5,5  |
|                                      | Lega Alpina Lumbarda    | Lega Alpina Lumbarda               | 724     | 0,9  |
|                                      | La Lega di Angela Bossi | La Lega di Angela Bossi            | 384     | 0,5  |
| Gesamt                               | Gesamt                  | Gesamt                             | 81.812  | 100  |
|                                      |                         |                                    |         |      |
| Ungültige Stimmen                    | Ungültige Stimmen       | Ungültige Stimmen                  | 3.102   | 3,7  |
| Wähler                               | Wähler                  | Wähler                             | 84.914  | 93,2 |
| Wahlberechtigte                      | Wahlberechtigte         | Wahlberechtigte                    | 91.144  |      |
|                                      |                         |                                    |         |      |
| Quelle: Innenministerium             |                         |                                    |         |      |

#### Parlamentswahl 1996

##### Direktstimmen
| Kandidaten               | Kandidaten                         | Parteien            | Stimmen | %    |
| ------------------------ | ---------------------------------- | ------------------- | ------- | ---- |
|                          | Valentina Apreagewählt             | Polo per le Libertà | 34.921  | 44,4 |
|                          | Giuseppe Domenico Ettore Polistena | L’Ulivo             | 32.548  | 41,4 |
|                          | Giordano Bruno Ambrosetti          | Lega Nord           | 11.232  | 14,3 |
| Gesamt                   | Gesamt                             | Gesamt              | 78.701  | 100  |
|                          |                                    |                     |         |      |
| Ungültige Stimmen        | Ungültige Stimmen                  | Ungültige Stimmen   | 4.460   | 5,4  |
| Wähler                   | Wähler                             | Wähler              | 83.161  | 90,0 |
| Wahlberechtigte          | Wahlberechtigte                    | Wahlberechtigte     | 92.394  |      |
|                          |                                    |                     |         |      |
| Quelle: Innenministerium |                                    |                     |         |      |

##### Listenstimmen
| Parteien                                          | Parteien                             | Parteien                             | Stimmen | %    |
| ------------------------------------------------- | ------------------------------------ | ------------------------------------ | ------- | ---- |
|                                                   | Polo per le Libertà                  | Forza Italia                         | 23.795  | 30,1 |
| Alleanza Nazionale                                | Polo per le Libertà                  | 8.696                                | 11,0    |      |
| CCD – CDU                                         | Polo per le Libertà                  | 1.883                                | 2,4     |      |
| ↳ Gesamt                                          | Polo per le Libertà                  | 34.374                               | 43,4    |      |
|                                                   | L’Ulivo                              | Partito Democratico della Sinistra   | 16.879  | 21,3 |
| Popolari per Prodi (PPI – SVP – PRI – UD – Prodi) | L’Ulivo                              | 2.900                                | 3,7     |      |
| Rinnovamento Italiano                             | L’Ulivo                              | 2.464                                | 3,1     |      |
| Federazione dei Verdi                             | L’Ulivo                              | 2.216                                | 2,8     |      |
| ↳ Gesamt                                          | L’Ulivo                              | 24.459                               | 30,9    |      |
|                                                   | Lega Nord                            | Lega Nord                            | 9.530   | 12,0 |
|                                                   | Partito della Rifondazione Comunista | Partito della Rifondazione Comunista | 7.932   | 10,0 |
|                                                   | Lista Pannella – Sgarbi              | Lista Pannella – Sgarbi              | 2.278   | 2,9  |
|                                                   | Fiamma Tricolore                     | Fiamma Tricolore                     | 437     | 0,6  |
|                                                   | Partito Umanista                     | Partito Umanista                     | 121     | 0,2  |
| Gesamt                                            | Gesamt                               | Gesamt                               | 79.131  | 100  |
|                                                   |                                      |                                      |         |      |
| Ungültige Stimmen                                 | Ungültige Stimmen                    | Ungültige Stimmen                    | 4.030   | 4,8  |
| Wähler                                            | Wähler                               | Wähler                               | 83.161  | 90,0 |
| Wahlberechtigte                                   | Wahlberechtigte                      | Wahlberechtigte                      | 92.394  |      |
|                                                   |                                      |                                      |         |      |
| Quelle: Innenministerium                          |                                      |                                      |         |      |

#### Parlamentswahl 2001

##### Direktstimmen
| Kandidaten               | Kandidaten             | Parteien           | Stimmen | %    |
| ------------------------ | ---------------------- | ------------------ | ------- | ---- |
|                          | Valentina Apreagewählt | Casa delle Libertà | 40.726  | 52,1 |
|                          | Arianna Maria Censi    | L’Ulivo            | 32.366  | 41,4 |
|                          | Saverio Castagnino     | Lista Di Pietro    | 3.510   | 4,5  |
|                          | Gaetano Tedeschi       | Democrazia Europea | 1.519   | 1,9  |
| Gesamt                   | Gesamt                 | Gesamt             | 78.121  | 100  |
|                          |                        |                    |         |      |
| Ungültige Stimmen        | Ungültige Stimmen      | Ungültige Stimmen  | 4.347   | 5,3  |
| Wähler                   | Wähler                 | Wähler             | 82.468  | 87,3 |
| Wahlberechtigte          | Wahlberechtigte        | Wahlberechtigte    | 94.504  |      |
|                          |                        |                    |         |      |
| Quelle: Innenministerium |                        |                    |         |      |

##### Listenstimmen
| Parteien                       | Parteien                             | Parteien                               | Stimmen | %    |
| ------------------------------ | ------------------------------------ | -------------------------------------- | ------- | ---- |
|                                | Casa delle Libertà                   | Forza Italia                           | 27.998  | 35,4 |
| Alleanza Nazionale             | Casa delle Libertà                   | 8.468                                  | 10,7    |      |
| Lega Nord                      | Casa delle Libertà                   | 3.920                                  | 5,0     |      |
| CCD – CDU                      | Casa delle Libertà                   | 823                                    | 1,0     |      |
| ↳ Gesamt                       | Casa delle Libertà                   | 41.209                                 | 52,1    |      |
|                                | L’Ulivo                              | La Margherita (Dem – PPI – RI – Udeur) | 11.867  | 15,0 |
| Democratici di Sinistra        | L’Ulivo                              | 11.536                                 | 14,6    |      |
| Il Girasole (FdV – SDI)        | L’Ulivo                              | 1.624                                  | 2,1     |      |
| Partito dei Comunisti Italiani | L’Ulivo                              | 1.506                                  | 1,9     |      |
| ↳ Gesamt                       | L’Ulivo                              | 26.533                                 | 33,6    |      |
|                                | Partito della Rifondazione Comunista | Partito della Rifondazione Comunista   | 5.118   | 6,5  |
|                                | Lista Di Pietro                      | Lista Di Pietro                        | 2.590   | 3,3  |
|                                | Lista Emma Bonino                    | Lista Emma Bonino                      | 2.398   | 3,0  |
|                                | Partito Pensionati                   | Partito Pensionati                     | 716     | 0,9  |
|                                | Democrazia Europea                   | Democrazia Europea                     | 447     | 0,6  |
|                                | Abolizione Scorporo                  | Abolizione Scorporo                    | 43      | 0,1  |
| Gesamt                         | Gesamt                               | Gesamt                                 | 79.054  | 100  |
|                                |                                      |                                        |         |      |
| Ungültige Stimmen              | Ungültige Stimmen                    | Ungültige Stimmen                      | 3.422   | 4,1  |
| Wähler                         | Wähler                               | Wähler                                 | 82.476  | 87,3 |
| Wahlberechtigte                | Wahlberechtigte                      | Wahlberechtigte                        | 94.504  |      |
|                                |                                      |                                        |         |      |
| Quelle: Innenministerium       |                                      |                                        |         |      |

## Von 2017 bis 2020

### Wahlkreisgebiet
Der Wahlkreis umfasste 22 Gemeinden der Metropolitanstadt Mailand (Assago, Basiglio, Binasco, Bubbiano, Buccinasco, Calvignasco, Casarile, Cesano Boscone, Cisliano, Corsico, Cusago, Gaggiano, Lacchiarella, Locate di Triulzi, Noviglio, Opera, Pieve Emanuele, Rozzano, San Giuliano Milanese, Trezzano sul Naviglio, Vernate und Zibido San Giacomo).

### Wahlergebnisse

#### Parlamentswahl 2018
| Kandidaten               | Kandidaten                   | Stimmen | %    | Listen                              | Stimmen | %    |
| ------------------------ | ---------------------------- | ------- | ---- | ----------------------------------- | ------- | ---- |
|                          | Graziano Musellagewählt      | 68.694  | 41,4 | Lega                                | 36.210  | 21,8 |
| Forza Italia             | Graziano Musellagewählt      | 68.694  | 41,4 | 24.202                              | 14,6    |      |
| Fratelli d’Italia        | Graziano Musellagewählt      | 68.694  | 41,4 | 6.648                               | 4,0     |      |
| Noi con l’Italia – UDC   | Graziano Musellagewählt      | 68.694  | 41,4 | 1.634                               | 1,0     |      |
|                          | Stefania Mammì               | 47.773  | 28,8 | Movimento 5 Stelle                  | 47.773  | 28,8 |
|                          | Angelo Capelli               | 40.236  | 24,2 | Partito Democratico                 | 33.623  | 20,2 |
| +Europa                  | Angelo Capelli               | 40.236  | 24,2 | 5.162                               | 3,1     |      |
| Italia Europa Insieme    | Angelo Capelli               | 40.236  | 24,2 | 869                                 | 0,5     |      |
| Civica Popolare          | Angelo Capelli               | 40.236  | 24,2 | 582                                 | 0,4     |      |
|                          | Paola Pedrazzi               | 5.031   | 3,0  | Liberi e Uguali                     | 5.031   | 3,0  |
|                          | Luigi Marchitelli            | 1.720   | 1,0  | Potere al Popolo!                   | 1.720   | 1,0  |
|                          | Pellegrino Pinuccio D’Avanzo | 1.398   | 0,8  | CasaPound Italia                    | 1.398   | 0,8  |
|                          | Silvio Restelli              | 722     | 0,4  | Il Popolo della Famiglia            | 722     | 0,4  |
|                          | Michela Fernicola            | 429     | 0,3  | 10 Volte Meglio                     | 429     | 0,3  |
|                          | Francesco Caiulo             | 109     | 0,1  | Partito Repubblicano Italiano – ALA | 109     | 0,1  |
| Gesamt                   | Gesamt                       | 166.112 | 100  |                                     | 166.112 | 100  |
|                          |                              |         |      |                                     |         |      |
| Ungültige Stimmen        | Ungültige Stimmen            | 4.519   | 2,6  |                                     |         |      |
| Wähler                   | Wähler                       | 170.631 | 75,8 |                                     |         |      |
| Wahlberechtigte          | Wahlberechtigte              | 225.081 |      |                                     |         |      |
|                          |                              |         |      |                                     |         |      |
| Quelle: Innenministerium |                              |         |      |                                     |         |      |

## Seit 2020

### Wahlkreisgebiet
| Wahlkreise – Camera dei deputati – Lombardei | Wahlkreise – Camera dei deputati – Lombardei | Wahlkreise – Camera dei deputati – Lombardei |
| Provinz                                      | Provinz                                      | Gemeinden nach Provinzen ⮞ Wahlkreis |
| -------------------------------------------- | -------------------------------------------- | --- |
|                                              | Metropolitanstadt Mailand (133 Gemeinden)    | ↳ Lombardei 1: Teil Mailands ⮞ Wahlkreis Mailand – Bande Nere Teil Mailands ⮞ Wahlkreis Mailand – Buenos Aires – Venezia Teil Mailands ⮞ Wahlkreis Mailand – Loreto 40 ⮞ Wahlkreis Rozzano 31 ⮞ Wahlkreis Legnano 33 ⮞ Wahlkreis Cologno Monzese 17 ⮞ Wahlkreis Sesto San Giovanni ↳ Lombardei 4: 11 ⮞ Wahlkreis Lodi |
|                                              | Provinz Bergamo (243 Gemeinden)              | ↳ Lombardei 2: 36 ⮞ Wahlkreis Lecco ↳ Lombardei 3: 117 ⮞ Wahlkreis Bergamo 90 ⮞ Wahlkreis Treviglio |
|                                              | Provinz Brescia (205 Gemeinden)              | ↳ Lombardei 3: 37 ⮞ Wahlkreis Brescia 46 ⮞ Wahlkreis Desenzano del Garda 112 ⮞ Wahlkreis Lumezzane ↳ Lombardei 4: 10 ⮞ Wahlkreis Cremona |
|                                              | Provinz Como (148 Gemeinden)                 | 66 ⮞ Wahlkreis Como 82 ⮞ Wahlkreis Sondrio |
|                                              | Provinz Cremona (113 Gemeinden)              | alle ⮞ Wahlkreis Cremona |
|                                              | Provinz Lecco (84 Gemeinden)                 | alle ⮞ Wahlkreis Lecco |
|                                              | Provinz Lodi (60 Gemeinden)                  | alle ⮞ Wahlkreis Lodi |
|                                              | Provinz Mantua (64 Gemeinden)                | alle ⮞ Wahlkreis Mantua |
|                                              | Provinz Monza und Brianza (55 Gemeinden)     | 30 ⮞ Wahlkreis Monza 25 ⮞ Wahlkreis Seregno |
|                                              | Provinz Pavia (186 Gemeinden)                | 157 ⮞ Wahlkreis Pavia 29 ⮞ Wahlkreis Lodi |
|                                              | Provinz Sondrio (77 Gemeinden)               | alle ⮞ Wahlkreis Sondrio |
|                                              | Provinz Varese (138 Gemeinden)               | 101 ⮞ Wahlkreis Varese 37 ⮞ Wahlkreis Busto Arsizio |

Der Wahlkreis umfasst 40 Gemeinden der Metropolitanstadt Mailand.

### Wahlergebnisse

#### Parlamentswahl 2022
| Kandidaten                          | Kandidaten                       | Stimmen | %    | Listen                                                  | Stimmen | %    |
| ----------------------------------- | -------------------------------- | ------- | ---- | ------------------------------------------------------- | ------- | ---- |
|                                     | Riccardo De Coratogewählt        | 107.144 | 48,7 | Fratelli d’Italia                                       | 63.011  | 28,6 |
| Lega per Salvini Premier            | Riccardo De Coratogewählt        | 107.144 | 48,7 | 24.546                                                  | 11,2    |      |
| Forza Italia                        | Riccardo De Coratogewählt        | 107.144 | 48,7 | 17.099                                                  | 7,8     |      |
| Noi Moderati                        | Riccardo De Coratogewählt        | 107.144 | 48,7 | 2.488                                                   | 1,1     |      |
|                                     | Ilaria Ramoni                    | 58.814  | 26,7 | Partito Democratico – Italia Democratica e Progressista | 42.110  | 19,1 |
| Alleanza Verdi e Sinistra           | Ilaria Ramoni                    | 58.814  | 26,7 | 7.955                                                   | 3,6     |      |
| +Europa                             | Ilaria Ramoni                    | 58.814  | 26,7 | 7.794                                                   | 3,5     |      |
| Impegno Civico – Centro Democratico | Ilaria Ramoni                    | 58.814  | 26,7 | 955                                                     | 0,4     |      |
|                                     | Stefania Mammì                   | 22.810  | 10,4 | Movimento 5 Stelle                                      | 22.810  | 10,4 |
|                                     | Margherita Almerinda Mazzuoccolo | 20.082  | 9,1  | Azione – Italia Viva                                    | 20.082  | 9,1  |
|                                     | Alberto Gazzola Muti             | 4.412   | 2,0  | Italexit per l’Italia                                   | 4.412   | 2,0  |
|                                     | Mara Ghidorzi                    | 3.010   | 1,4  | Unione Popolare                                         | 3.010   | 1,4  |
|                                     | Luca Manzoni                     | 2.353   | 1,1  | Italia Sovrana e Popolare                               | 2.353   | 1,1  |
|                                     | Felix Giuseppe De Brumatti       | 1.306   | 0,6  | Vita                                                    | 1.306   | 0,6  |
|                                     | Francesca Cassano                | 192     | 0,1  | Noi di Centro – Europeisti                              | 192     | 0,1  |
| Gesamt                              | Gesamt                           | 220.123 | 100  |                                                         | 220.123 | 100  |
|                                     |                                  |         |      |                                                         |         |      |
| Ungültige Stimmen                   | Ungültige Stimmen                | 7.659   | 3,4  |                                                         |         |      |
| Wähler                              | Wähler                           | 227.782 | 69,4 |                                                         |         |      |
| Wahlberechtigte                     | Wahlberechtigte                  | 328.184 |      |                                                         |         |      |
|                                     |                                  |         |      |                                                         |         |      |
| Quelle: Innenministerium            |                                  |         |      |                                                         |         |      |